# Hanno Holzhüter
Hanno Holzhüter (* 4. Dezember 1988 in Bad Oldesloe) ist ein deutscher ehemaliger Handballer. Bereits mit sechzehn Jahren spielte er beim Regionalligisten VfL Bad Schwartau.
Nach einigen Nominierungen für die Landesauswahl wurde er auch für Klaus-Dieter Petersen, Trainer der DHB Jugend-Auswahl, interessant. Dieser nominierte Holzhüter im September 2006 für seinen Kader. Hier durfte er bereits 2006 beim Vier-Nationen-Turnier in Eaubonne/Frankreich mitspielen und konnte sich mit insgesamt sieben Treffern beweisen.
Seit der Saison 2005/06 spielte Holzhüter bei dem Regionalligisten AMTV Hamburg und hatte ein Zweitspielrecht für den HSV Hamburg in der ersten Bundesliga. 2007 kehrte Holzhüter zum VfL Bad Schwartau zurück, mit dem er ein Jahr später in die 2. Bundesliga aufstieg. Er spielte dort bis 2009.
Ab der Rückrunde der Saison 2011/2012 spielte Holzhüter für die TG Münden in der 3. Liga.
Er ist 1,93 m groß und Linkshänder. Er spielt auf Rechtsaußen oder im rechten Rückraum.